# ناحیه رایزینویل، میشیگان
ناحیه رایزینویل (به انگلیسی: Raisinville Township) یک منطقهٔ مسکونی در ایالات متحده آمریکا است که در شهرستان مونرو، میشیگان واقع شده‌است.
 ناحیه رایزینویل  ۵٬۸۱۶ نفر جمعیت دارد و ۱۹۲ متر بالاتر از سطح دریا واقع شده‌است.